# 創健社
株式会社創健社（そうけんしゃ）は、自然食品・健康食品の企画開発や販売を行う企業。
「べに花一番」（べにばないちばん）のブランド名による食用油と、無添加自然食品、オーガニック食品、健康食品の企画・開発・販売を行っている。その他に健康関連雑貨の販売も行っている。
コーポレートスローガンは「人と地球の健康を」、「LOVE>FOOD>PEACE」。

## 沿革
- 1968年（昭和43年） - 設立。
- 1994年（平成6年） - 日本証券業協会に株式店頭公開。
- 2004年（平成16年）12月 - ジャスダック証券取引所に株式を上場。
- 2013年（平成25年）7月 - 東京証券取引所と大阪証券取引所の統合に伴い、東京証券取引所JASDAQ（スタンダード）に上場。
- 2022年（令和4年）4月 - 東京証券取引所の市場区分再編に伴い、東京証券取引所スタンダード市場に市場変更。

## 主な商品
べに花一番シリーズ
- 食用油
- マヨネーズ
- マーガリン

無添加食品
- カレー
- レトルトカレー
- スープ

無添加調味料
- 味噌
- 醤油
- 砂糖
- 塩

雑貨
- 歯磨き粉
- 石鹸
- 洗剤

スナック菓子
- メイシーちゃんのお気に入りシリーズ[3]

他多数